# Oksana Gennadyevna Borodina
Oksana Fedorova (tiếng Nga: Оксана Федорова; sinh ngày 7 tháng 12 năm 1977) là người Nga đã giành chiến thắng trong cuộc thi Hoa hậu Hoàn vũ 2002, nhân viên cảnh sát, điểu khiển chương trình trên đài truyền hình, diễn viên, và là một đại biểu UNICEF.
Oksana là người Nga đầu tiên đăng quang trong cuộc thi Hoa hậu Hoàn vũ. Cô bắt đầu sự nghiệp trong lãnh vực giải trí và là một người mẫu. Năm 1999, cô trở thành hoa hậu Sankt-Peterburg và hoa hậu Nga vào năm 2001, nhưng cô từ chối tham dự cuộc thi Hoa hậu Hoàn vũ 2001. (Cô á hậu Oksana Kalandyrest đại diện Nga tham dự cuộc thi này và trở thành một thí sinh lọt vào vòng bán kết.) Năm 2002 Okxana tham gia hoa hậu hoàn vũ và truất ngôi với lý do không được tiết lộ.

## Cuộc sống ban đầu

### Thời niên thiếu

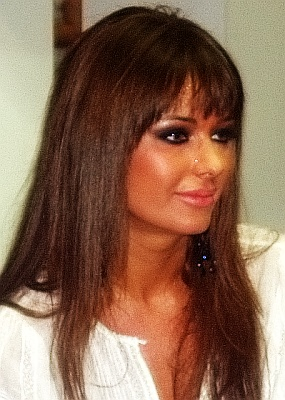

Okxana Fedorova sinh ra ở Pskov, Nga, nơi cô sinh trưởng cho tới năm cô được 18 tuổi. Cô là con một trong gia đình và được nuôi dưỡng bởi mẹ và bà ngoại cô. Theo cô cho biết, ông bà cô hy vọng rất nhiều vào cô.
Cha mẹ của cô ly dị khi cô được 3 tuổi. Kể từ đó, cô không còn nghe tin tức gì của cha cô.
Cha cô là một nhà vật lý hạt nhân và mẹ cô là một y tá tại một bệnh viện nhi khoa (hiện nay bà đã nghỉ hưu). Tại trường, Oksana chơi bóng chuyền và đội cô đã giành chức vô địch trong một cuộc thi vào năm 1995. Tại Học viện cảnh sát, cô chơi saxophone trong đội kèn đồng của trường.

### Trường lục quân và nữ hoàng sắc đẹp
Sau khi cô tốt nghiệp Học viện Cảnh sát với bằng đỏ, Oksana làm thanh tra cho lực lượng dân quân ở Pskov trong 6 tháng. Sau đó, cô chuyển đến Sankt-Peterburg để tiếp tục học ở trường Đại học Bộ Nội vụ Nga (Russian Misitry of Internal Affairs University) và làm nhân viên điều tra nghiên cứu. Oksana bắt đầu công việc người mẫu của mình và tham gia nhiều cuộc thi sắc đẹp và đạt được chức vô địch trong các cuộc thi như Hoa hậu Sankt-Peterburg 1999, Hoa hậu Kalokagathia 1999, Hoa hậu Thể thao, Hoa hậu May mắn và Hoa hậu Nga 2001. Năm 2000, Oksana tốt nghiệp trường Đại học MVD với huy chương vàng. Sau đó, cô tham dự các lớp học tại chức và dạy luật dân sự cho các sinh viên trẻ. Những người hâm mộ của cô phần đông là các đồng nghiệp trong ngành cảnh sát.

## Hoa hậu Hoàn vũ 2002

### Cuộc thi
Cuộc thi Hoa hậu Hoàn vũ 2002 tổ chức tại San Juan, Puerto Rico. Oksana Fedorova dành chiến trắng trong hai phần thi áo tắm và dạ hội với số điểm cách biệt với 9 thí sinh còn lại lọt vào vòng bán kết. Thực tế là số điểm 9,88 ở phần thi áo tắm là số điểm áo tắm cao nhất được trực tiếp trên truyền hình trong lịch sử Hoa hậu Hoàn vũ.

### "Hậu" hoa hậu
Sau khi đăng quang ngôi hoa hậu, Oksana Fedorovanhận được nhiều giải thưởng danh dự và quà cáp. Nhà thiết kế nổi tiếng người Nga Helen Yarmak đã thiết kế một con búp bê tặng cho cô. Oksana Fedorova sau đó thăm các nước Pháp, Ý, Kenya, Canada, Ai Cập, Panama và Indonesia. Tai tiếng bắt đầu xuất hiện trên con đường của Oksana  Fedorova, tuy nhiên, có nhiều lời đồn nói rằng cô đã mang thai.

### Tước vương miện
Oksana Fedorova phản bác những lời đồn về việc cô mang thai và tuyên bố rằng cô tự nguyện bỏ ngôi hoa hậu vì những lý do cá nhân, phần lớn là do cô muốn hoàn tất bằng học luật của cô. Hoa hậu Hoàn vũ  chính thức tước bỏ ngôi vị hoa hậu của cô vì cô không hoàn tất một số nhiệm vụ dành cho một hoa hậu. Vương miện hoa hậu được giao cho cô Justine Pasek, người Panama, Á hậu 1 của cuộc thi, và trùng hợp thay, Justine cũng là người Panama đầu tiên giữ danh hiệu cao quý này.
Oksana Fedorova là Hoa hậu Hoàn vũ đầu tiên chính thức bị tước ngôi (mặc dù cô Amparo Munoz của Tây Ban Nha đã bị truất phế "không chính thức" vào năm 1974). Mặc dù Tổ chức Hoa hậu Hoàn vũ từ chối công nhận cô là một cựu hoa hậu, phần đông dân chúng đều xem cô như một người giành chiến thắng ở cuộc thi.

## Nhân viên cảnh sát
Fedorova nhận bằng Thạc sĩ Luật dân sự vào tháng 12 năm 2002. cô tiếp tục ngành cảnh sát của mình và được đề bạt làm đại úy vào tháng 9 năm 2002 và thiếu tá vào năm 2005.

## Người nổi tiếng
Sau khi cô chấm dứt ngôi vị hoa hậu, Okxana trở thành một tên gọi thân thuộc trong các gia đình khi cô dẫn chương trình cho tiết mục "Spoloinoi Nochi, Malyshi" (Ngủ ngon nha bé) ở Nga từ tháng 12 năm 2002.

### Các lần xuất hiện trên truyền hình khác

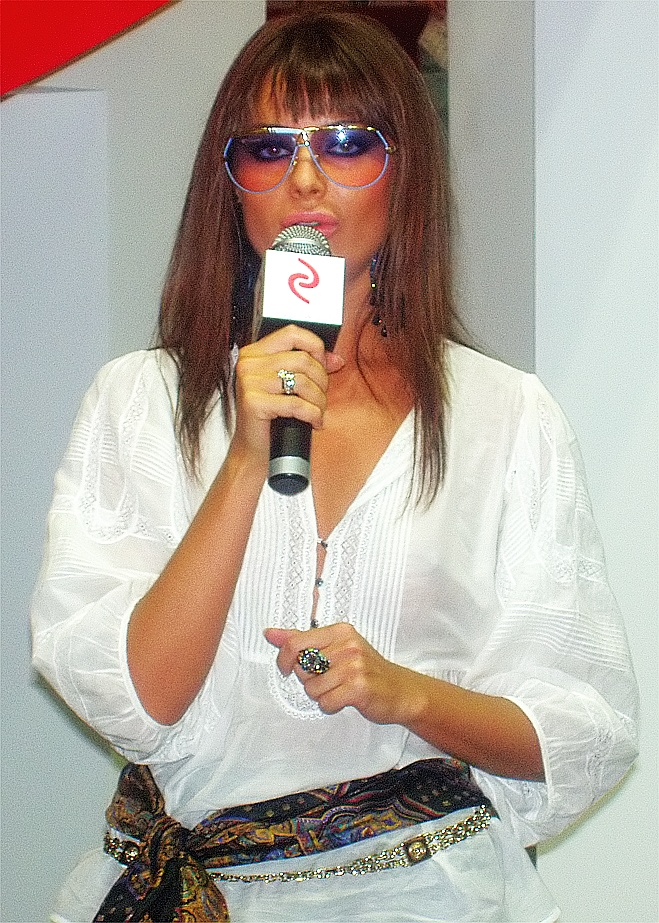

- Cô là một người điều khiển chương trình cho tiết mục thật Fort Boyard ở Nga vào 2003-2004
- Cô là một người trong thành viên ban giám khảo cuộc thi "Bạn là một siêu mẫu" (You Are a Supermodel) vào năm 2004.
- Cô đồng điều khiển chương trình truyền hình Subbotnik kể từ tháng 9/2004.
- Vào ngày giao thừa năm 2004, Okxana Fedorova đồng dẫn chương trình trong một tiết mục chào mừng năm mới.
- Tháng 10/2005, cô nhận "Giải thưởng Câu lạc bộ Hội Mạnh thường quân của Giáo hội chính thống Nga" (Russian Club of Orthodox Maecenases Award) vì "Tham gia Tích cực trong việc Phát triển những Dự án Xã hội" (Active Participation in Development of Social Projects).
- Cô làm giám khảo trong cuộc thi Hoa hậu Kursk vào năm 2006.
- Cô trở lại chương trình Fort Boyard: Russia vào năm 2006 với tư cách là một thí sinh.
- Tháng 3/2006, Okxana Fedorova thử sức trong lĩnh vực diễn viên khi lần đầu tiên xuất hiện trong chương trình hài Ne Rodis' Krasivoy (Sinh ra không được đẹp) ở Nga. Đây là một chương trình sitcom được đánh giá rất cao ở quốc gia này.
- Cuối tháng 6/2006, Okxana Fedorova xuất hiện trong chương trình truyền hình: Nhảy với Sao 2 (Dancing With The Starts 2) (phiên bản của Nga) và lọt vào top 5.

### Phim ảnh
- Tháng 9/2006, bộ phim đầu tiên cô tham gia Sofia đã được trình chiếu.

## Hoạt động chính trị
Những năm gần đây, Okxana quyết định hoạt động trong lĩnh vực chính trị ở Nga. Cô từng ra ứng cử cho Đảng Cuộc sống Nga vào tháng 12/2003 trong cuộc bầu cử ở tiểu bang Duma, nhưng bị thất bại.
Tháng 3/2005, Okxana một lần nữa ứng cử ở cuộc bầu cử ở vùng Voronezh, Duma nhưng bị thất bại nặng nề hơn lần trước.
Tháng 8/2005, nhiều tờ báo Nga, bao gồm Komsomolskaya Pravada, nói rằng họ mong đợi Okxana ra ứng cử một chức vụ trong thượng nghị viện đại diện cho vùng Tula, nhưng cô đã từ chối và tuyên bố trên các báo đài là cô tạm thời hoãn sự nghiệp chính trị sang một bên.

## Nhà hoạt động xã hội
Okxana trở thành đồng lãnh đạo cho phong trào Năng Lực Cuộc Sống của đảng Cuộc sống Nga vào 2003.
Okxana trở thành đại diện của UNICEF tại Nga kể từ tháng 5/2006.

## Đời sống cá nhân
Okxana rất thích chó và sở hữu một con thuộc giống chó Terrie, một con thuộc giống chó Mastiff và hai con chó chăn cừu.
Tôn giáo của cô là Thiên chúa giáo.
Okxana đã từng nói trên báo đài rằng cô ta muốn trở thành một người mẹ, hiện tại cô có hai con với một người bạn trai lâu năm của cô.